# Expedition 2

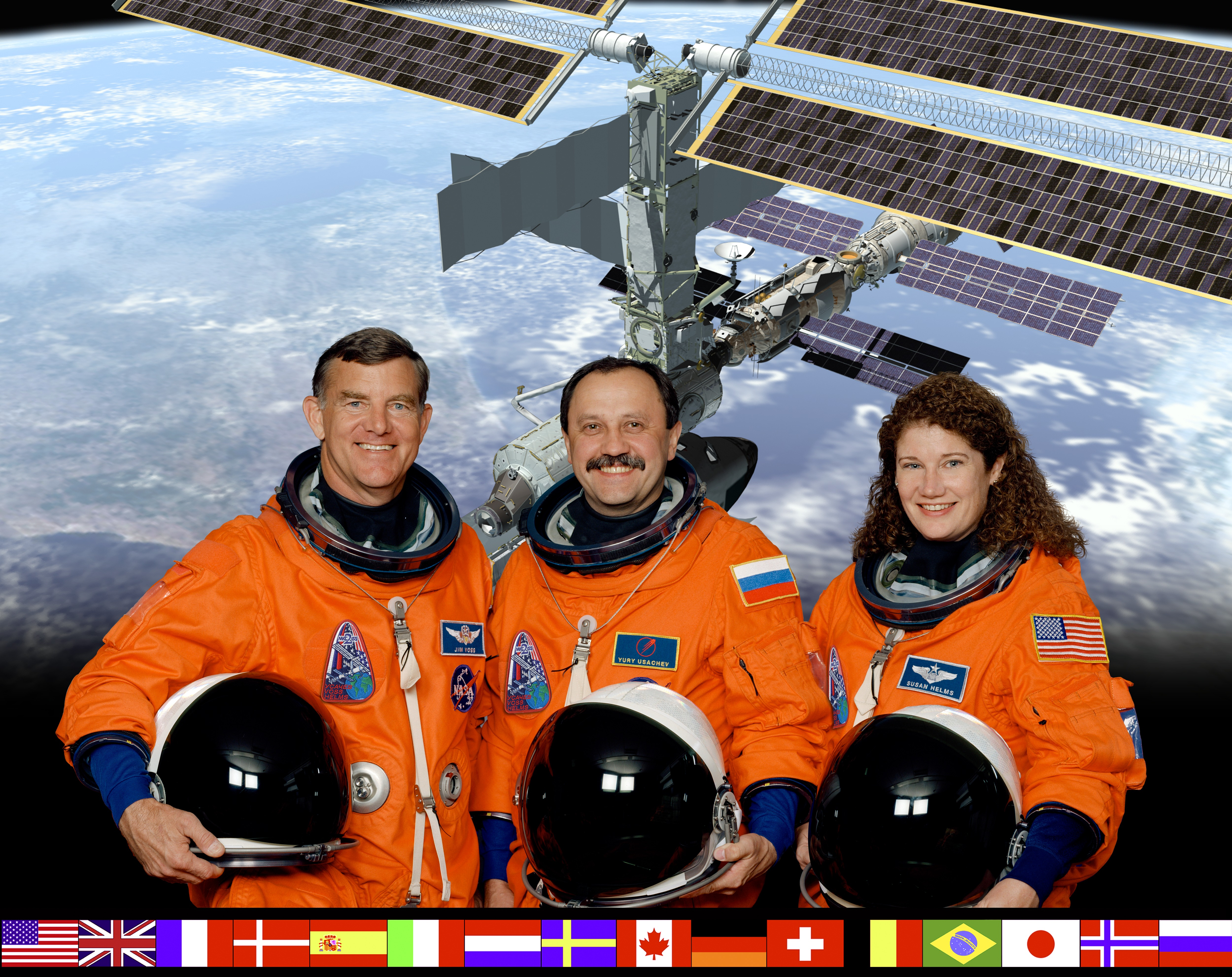
Expedition 2 besättning.

Expedition 2 var den 2:a expeditionen till Internationella rymdstationen (ISS). Expeditionen började den 10 mars 2001 med att rymdfärjan Discovery under flygningen STS-102 återvände till jorden med Expedition 1:s besättning. Expedition avslutades den 20 augusti 2001 då rymdfärjan Discovery under flygningen STS-105 återvände till jorden med Expedition 2:s besättning.

## Utbyggnad av stationen
Under Expedition 2 levererade och installerades Canadarm2 av rymdfärjan Endeavour under flygningen STS-100.
Även det amerikanska luftsluss modulen Quest, levererade och installerades under Expedition 2. Modulen levererades av rymdfärjan Atlantis under flygningen STS-104.

## Besättning
| Position       | (10 mars - 20 augusti 2001)                |
| -------------- | ------------------------------------------ |
| Befälhavare    | Jurij Usatjev, RSA Hans fjärde rymdfärd    |
| Flygingenjör 1 | James S. Voss, NASA Hans femte rymdfärd    |
| Flygingenjör 2 | Susan J. Helms, NASA Hennes femte rymdfärd |